# Zasopka
Zasopka (ros. Засопка) – wieś w Rosji, w Kraju Zabajkalskim, w rejonie czytyńskim. W 2010 liczyła 3599 mieszkańców.